# V150
O V150 é um Comboio de alta velocidade fabricado pela Alstom que possui o recorde de velocidade de trens convencionais sobre trilhos a 574,8 km/h. O trem é baseado na plataforma TGV POS, com modificações no aumento do diametro das rodas e coberturas entre os vagões para melhorar a aerodinâmica.
O recorde foi atingido na ferrovia LGV Est entre os kilometros 191 e 194, perto de Le Chemin.